# Assaqutaq
Assaqutaq er en tidligere bygd på Grønland.
I 1778 grundlagde hvalfangerlogen Qerrortusoq loge, først som filial af Holsteinsborg senere selvstændigt med egen hvalkommandant.
Qerrortusoq var hæmmet af de dårlige besejlingsforhold og i 1906 flyttede KGH alle sine bygninger og aktiviteter til den nuværende beliggenhed ved Assaqutaq. En beliggenhed som var velegnet for den nye industri knyttet til torskefiskeriet.   
Der blev opført salthuse, så fangsten kunne konserveres til eksport, en bestyrerbolig med butik, hvor der var et enkelt værelse til udliggeren. Der var endvidere et proviant- og spækhus af planker og et krudthus af sten. De 3 bygninger blev opført i 1909. Under handlen (KGH) var der ansat en udligger, en jordemoder og en uddannet kateket. I løbet af 1920'erne flyttede de fleste fra Qerrortusoq til Assaqutaq, hvor der også blev bygget en ny skole. Senere i 1931 blev det smukke lille kapel opført. Befolkningstallet var størst i 1918 med 135 indbyggere. I 1940'erne varierede tallet mellem 109 og 131. Tallet dalede til 89 i 1960 og de sidste indbyggere forlod stedet i 1969.
I dag bliver Assaqutaq flittigt brugt som lejrskole for folkeskoleelever og foreninger.
 Der er for få eller ingen kildehenvisninger i denne artikel, hvilket er et problem. Du kan hjælpe ved at angive troværdige kilder til de påstande, som fremføres i artiklen.

|  | Denne artikel om lokaliteten Assaqutaq kan blive bedre, hvis der indsættes et (bedre) billede. Du kan hjælpe ved at afsøge Wikimedia Commons for et passende billede eller lægge et op på Wikimedia Commons med en af de tilladte licenser og indsætte det i artiklen. |

66°54′58″N 53°28′48″V / 66.91611°N 53.48000°V